# Stenocactus coptonogonus
Stenocactus coptonogonus är en kaktusväxtart som först beskrevs av Lem., och fick sitt nu gällande namn av Alwin Berger. Stenocactus coptonogonus ingår i släktet Stenocactus och familjen kaktusväxter. Inga underarter finns listade i Catalogue of Life.

## Bildgalleri

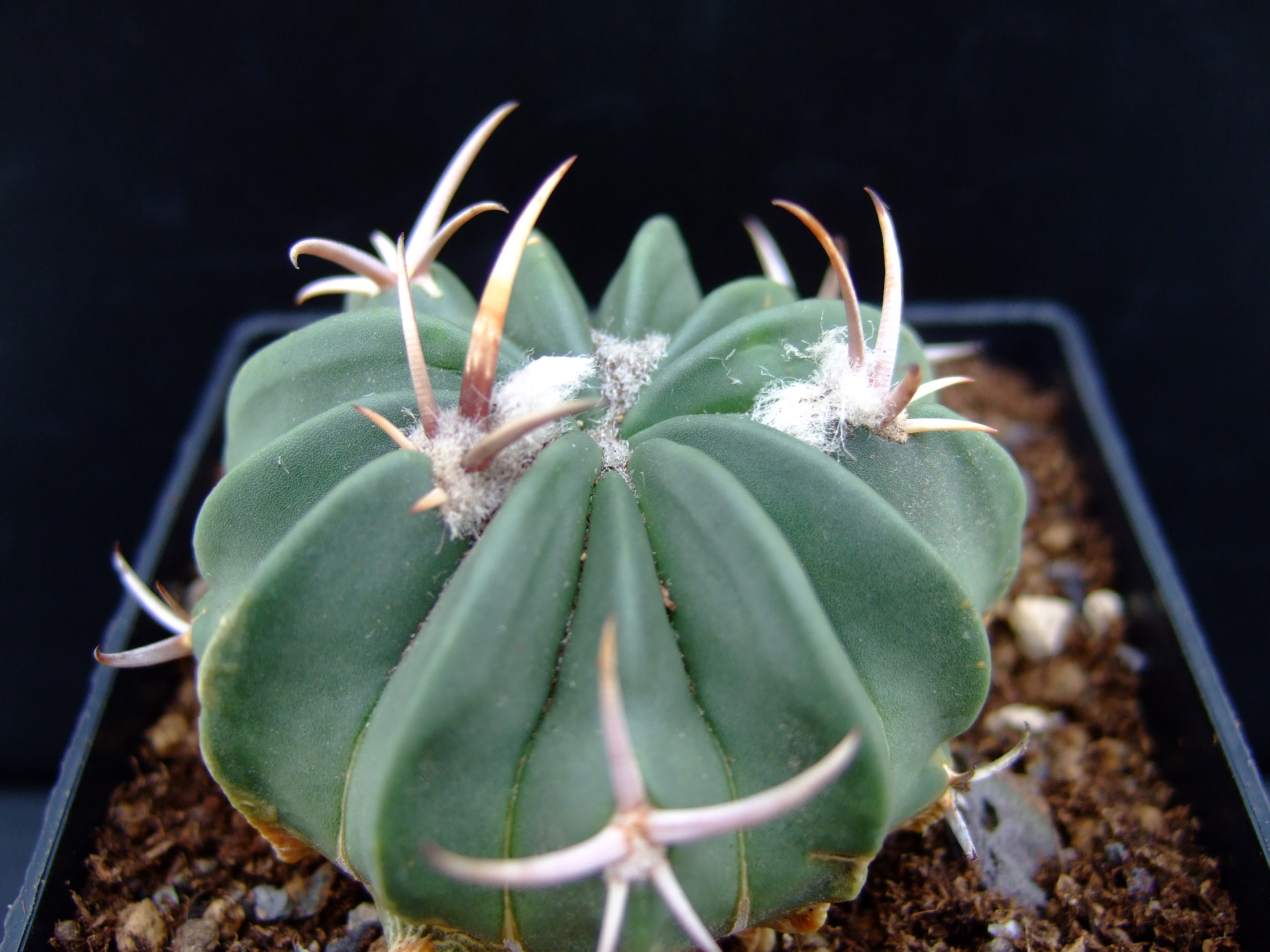
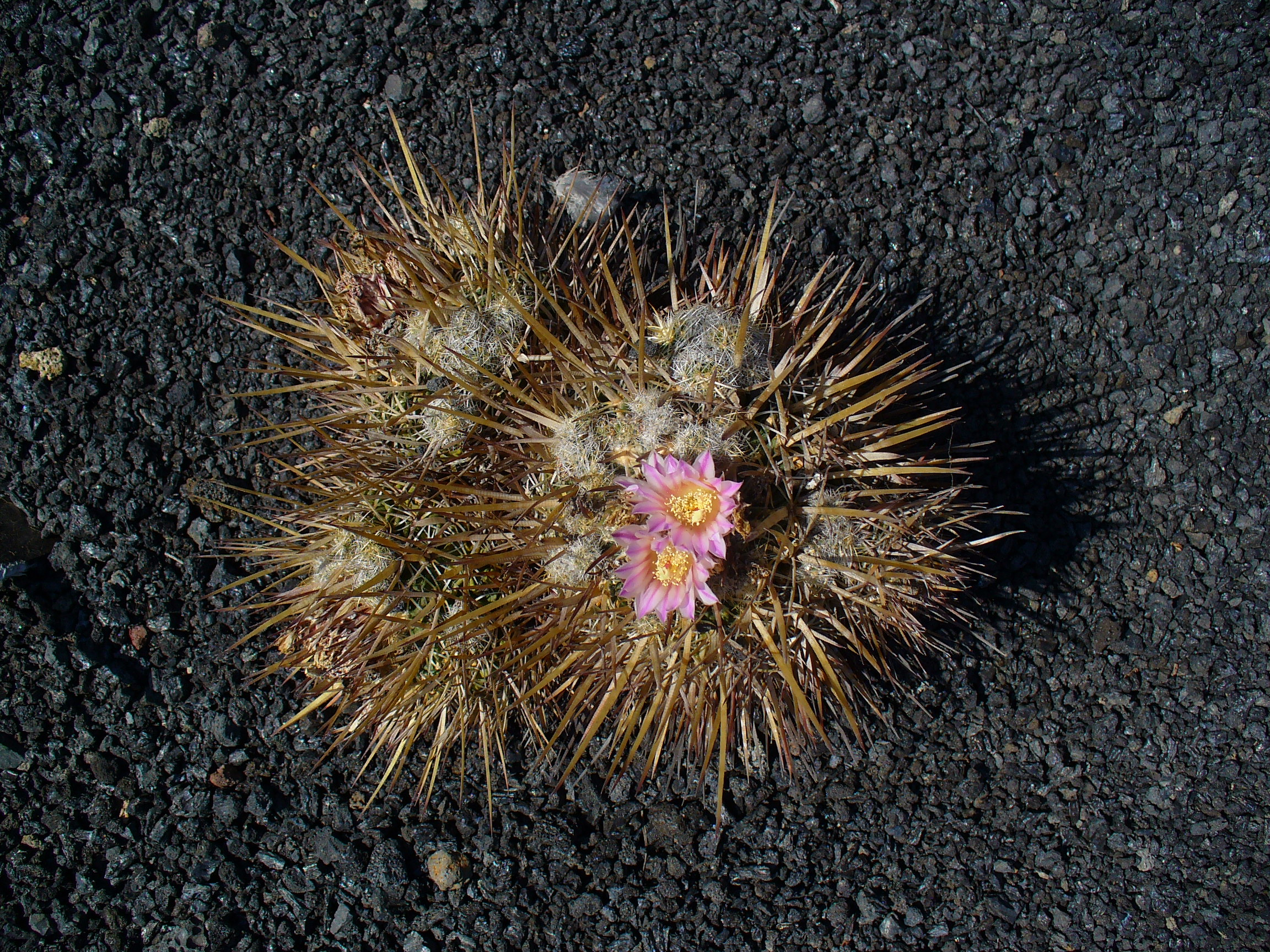
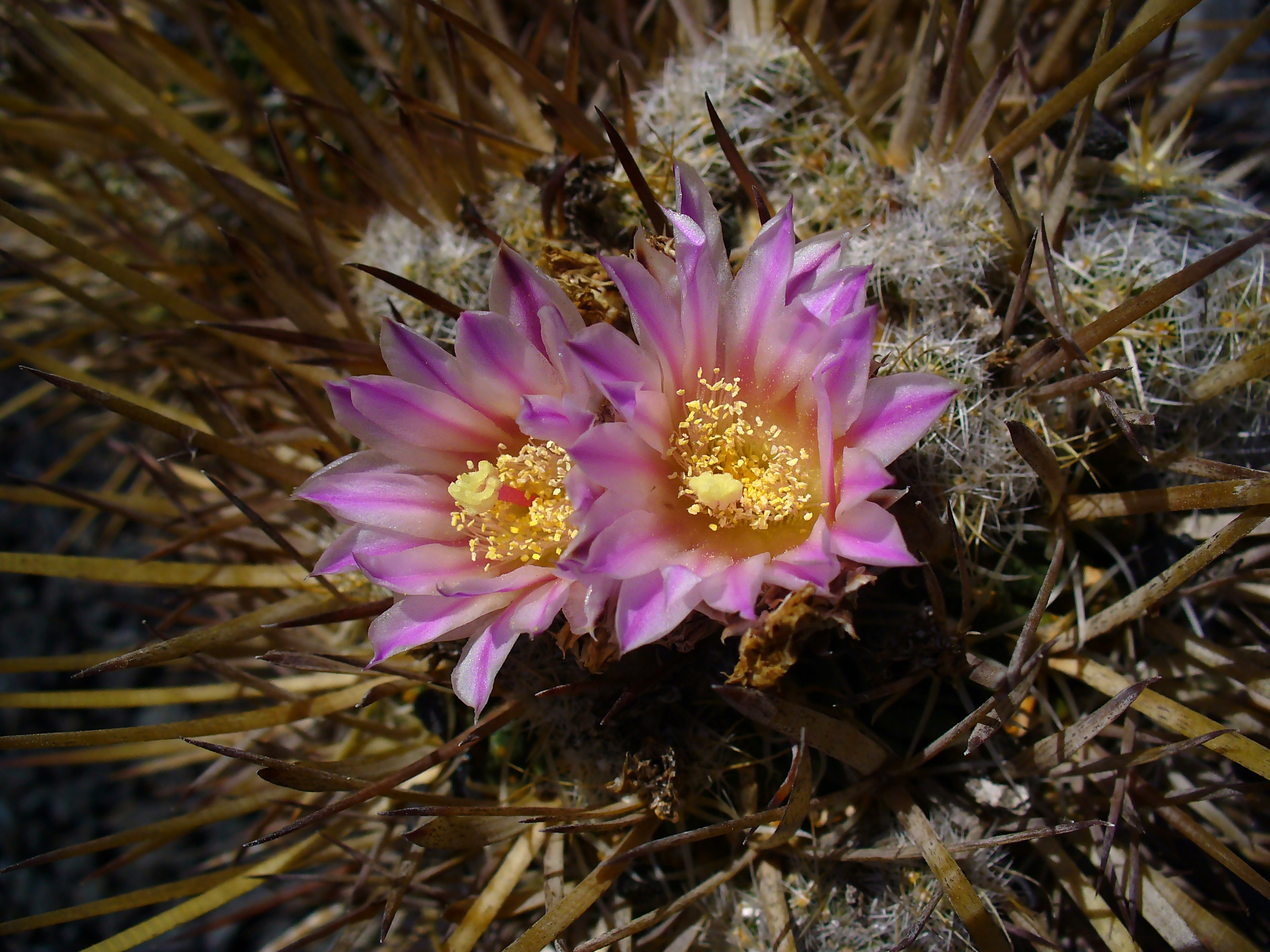
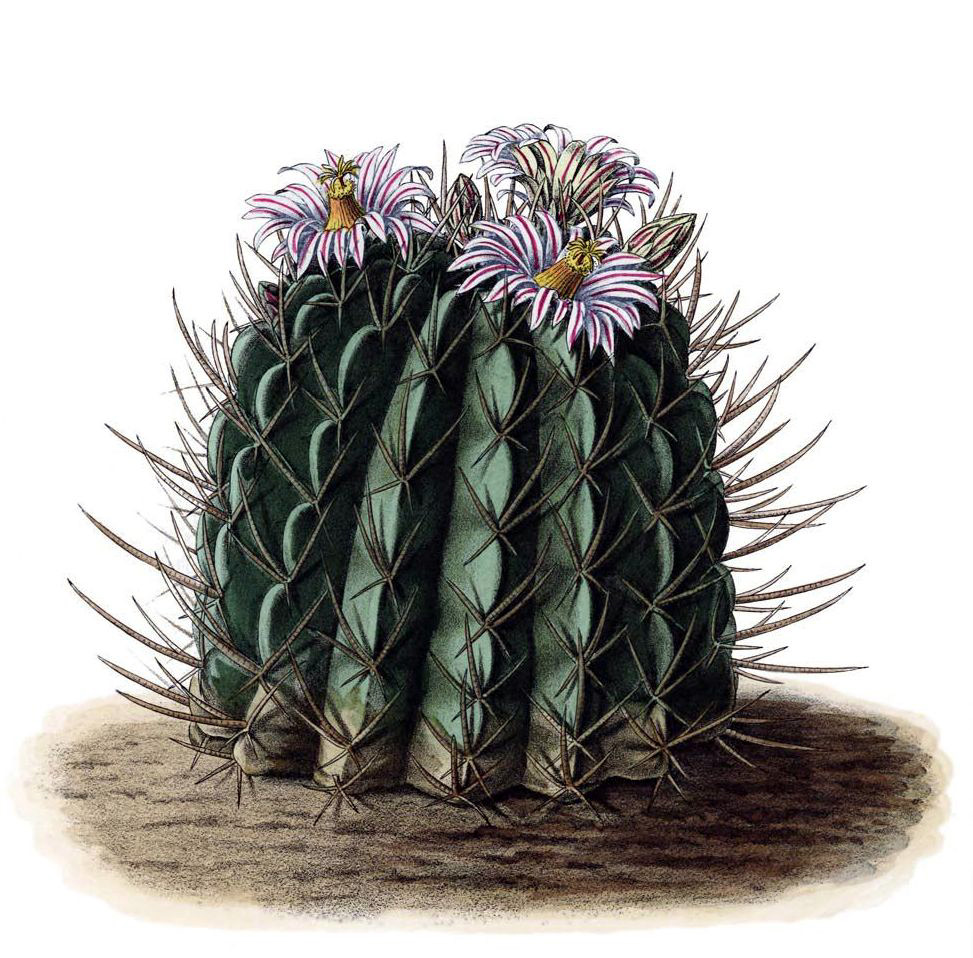
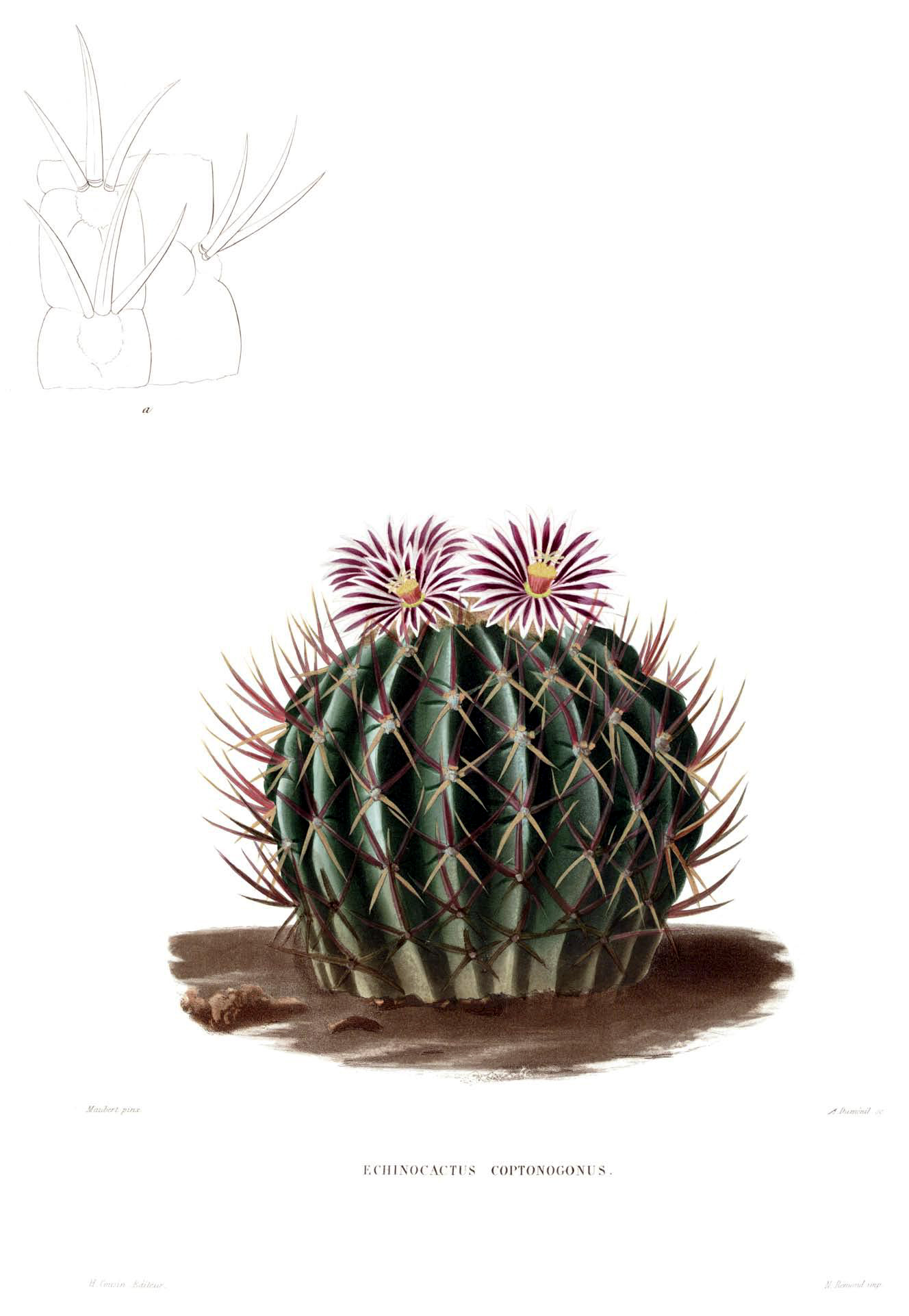
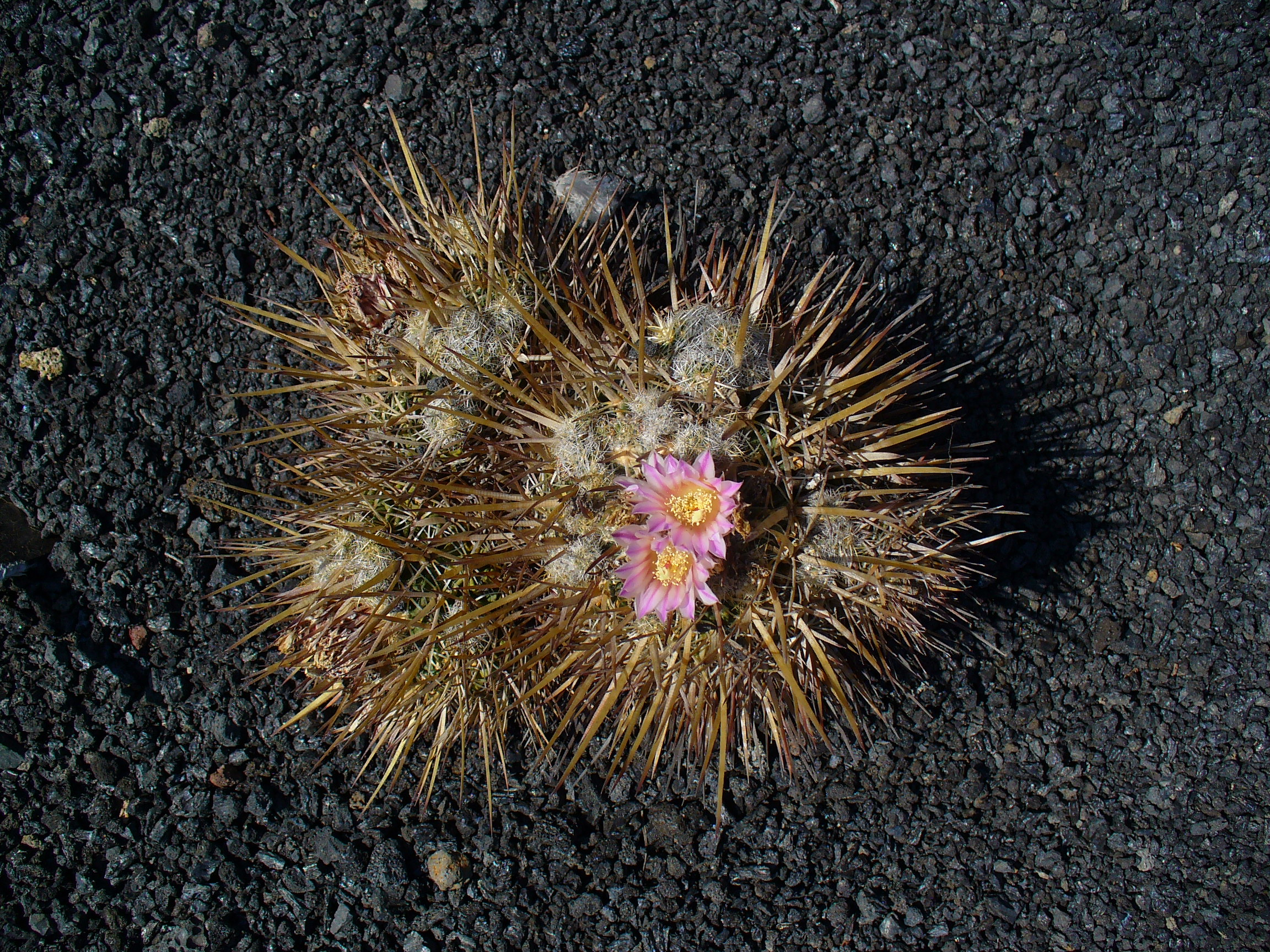